# De Hoven (Zutphen)
De Hoven (ook wel Hoven) is een dorp in de Nederlandse gemeente Zutphen in de provincie Gelderland. De Hoven ligt ten westen van de rivier de IJssel, tegenover de stad Zutphen.
Tot 8 juni 2015 was De Hoven een woonwijk van de stad Zutphen en werd het ook een buurtschap genoemd. Desondanks duidt de gemeente het nadien nog aan als een wijk met een dorpskarakter. Het Centraal Bureau voor de Statistiek en het Kadaster beschouwen De Hoven als woonkern. De plaats heeft sinds 2015 blauwe komborden met de naam "De Hoven", waar eerst Zutphen stond. De Hoven heeft een eigen postcode, 7205, hoewel postcodedatabases deze postcode linken aan de plaats Zutphen. Eerder was het dorp ingedeeld bij de wijk Centrum/De Hoven van Zutphen.
Door De Hoven loopt de spoorlijn Arnhem - Leeuwarden en de spoorlijn Zutphen - Apeldoorn. Van 1882 tot 1917 en van 1940 tot 1941 had De Hoven een eigen stopplaats. Ook de provinciale weg N345 doorkruiste De Hoven. Deze is per 2023 als rondweg om de wijk heen gelegd.

## Museum
Een bezienswaardigheid in De Hoven is de voormalige stadsboerderij van Herman Kip (beter bekend als 'boer Kip'), die in originele staat als museum is opengesteld.

## Cultuur
Het dorp heeft een eigen dorpshuis annex buurthuis, met de naam van de plaats. Op Hemelvaart is er in De Hoven het Heufs Volksfeest. Dit is een driedaagse kermis met muziek, spellen en attracties. 

## Sport
De Hoven heeft een eigen voetbalvereniging genaamd ZVV De Hoven. Verder kent onder meer de tennisvereniging TV De Hoven, Schietvereniging De Hoven en een biljart- en dartvereniging.

## Onderwijs
De OBS Theo Thijssen is in 2022 verder gegaan als oecumenische Jenaplanschool De Hoven. Ook is een kinderopvang (Partou de Hoven) aanwezig met opvang van 0 tot 4 jaar (kinderdag verblijf) en 4 tot 12 jaar (Buiten schoolse opvang)

## Woonachtig (geweest)

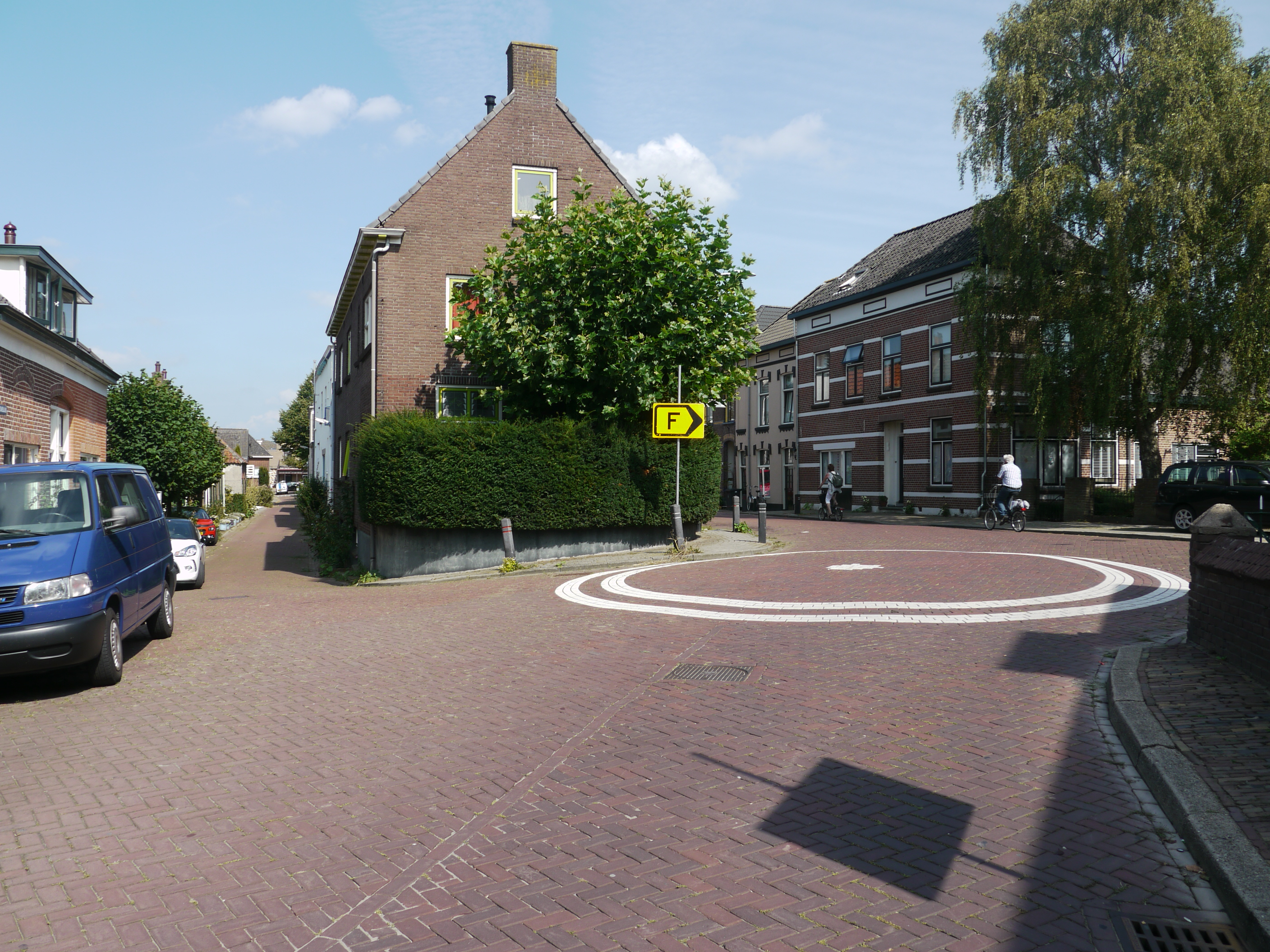
centraal pleintje in De Hoven

- H.C. ten Berge, schrijver

Stad: Zutphen      Dorpen: De Hoven · Warnsveld      Buurtschappen: Bronsbergen · Warken

Gelderland: Steden en dorpen in Gelderland      Nederland: Provincies · Gemeenten